# Trauerrede
Die Trauerrede (auch Grabrede oder Leichenrede, veraltet Parentation) ist ein wichtiger Bestandteil der weltlichen Bestattung. Trauerreden können von den Hinterbliebenen selbst oder von Freunden oder Bekannten verfasst und vorgetragen werden.
Eine spezielle kirchliche Trauerrede war die Leichenpredigt. Zur Erinnerung wurden Grabreden auch gedruckt und verteilt. Eine Trauerrede ist einem Nachruf ähnlich, wendet sich aber an die versammelte Trauergemeinde und spricht gegebenenfalls einzelne Anwesende persönlich an.

## Geschichte
Die heutige Trauerrede geht auf die kirchliche Tradition der Leichenrede zurück. Diese war in der Spätantike vornehmlich hochgestellten Persönlichkeiten und ihren Verwandten vorbehalten. Ein wesentlicher Vorläufer der Leichenrede war die Lobrede. Das Enkomion setzt in der Leichenrede ihre Tradition fort. Erst nach der Reformation entwickelte sich die Leichenpredigt, die zunächst als Standrede, dann als Grabrede vom Bürgertum nachgeahmt wurde.

## Arten
Die Trauerrede kann innerhalb der Trauerfeier oder ausschließlich am Grab gehalten werden. Sie ist nicht-konfessionell ausgerichtet, kann aber religiös, philosophisch oder weltanschaulich geprägt sein. Die Trauerrede ist in der Regel nicht kirchlich orientiert. Säkulare Reden beziehen sich vorwiegend auf besondere Lebensstationen des Verstorbenen und würdigen dessen Persönlichkeit und werden auch von den Trauerrednern gehalten. Es kann bei Trauerfeiern durchaus erwünscht sein, dass ein Familienmitglied auch noch eine Rede hält oder ein Kollege des Arbeitsbetriebes, Unternehmens, Verbandes oder Vereins das tut.
Zu den Trauerreden gehören ebenfalls die Totenreden, die bei den offiziellen Gedenkveranstaltungen in der Politik, Wirtschaft und Gesellschaft vor oder nach der eigentlichen Bestattung gehalten werden. Genannt seien:
- Richard von Weizsäckers Trauerrede auf dem Trauerstaatsakt für Herbert Wehner[5][6]
- Richard von Weizsäckers Trauerrede für Willy Brandt am 17. Oktober 1992 im Deutschen Reichstag
- Hans-Jochen Vogels Trauerrede für Johannes Rau am 7. Februar 2006 im Berliner Dom[7]
- Max Frischs Totenrede auf Peter Noll am 18. Oktober 1982 im Großmünster in Zürich[8]
- Michel Seigners und Peter Bichsels Totenrede für Max Frisch am 9. April 1991 in der St. Peter-Kirche in Zürich[9]

## Vorbereitung
Der Trauerredner führt ein Vorgespräch mit den Angehörigen, bei dem die Lebensgeschichte des Verstorbenen und die Trauerrede besprochen werden.

## Berühmte Trauerreden

### Antike
- Leichenrede der Helena für Hektor
- Gefallenenrede des Perikles auf die Gefallenen im ersten Jahr des Peloponnesischen Krieges
- Leichenrede der Aspasia, von Sokrates dem Menexenos vorgetragen[10]
- Leichenrede des Isokrates auf Euagoras I.
- Leichenreden des Julius Caesar für seine Tante Iulia und seine Ehefrau Cornelia
- Grabrede von Gregor von Nazianz für Basilius den Großen
- Epitaphios des Libanios auf Kaiser Julian
- Leichenreden des Ambrosius von Mailand für Kaiser Valentinian II. und Kaiser Theodosius I.[10]

### Neuzeit
- Philipp Melanchthons Leichenrede auf Martin Luther[10]
- Schauspielerische Grabrede von Marcus Antonius für Julius Caesar in William Shakespeares Julius Cæsar („Denn Brutus ist ein ehrenwerter Mann“)[11]
- Grabreden des Hofpredigers Jacques Bénigne Bossuet für Henrietta Anne Stuart[10] und Ludwig XIV. („Gott allein ist groß, auch Könige müssen sterben!“)
- Daniel Casper von Lohenstein, Grabrede auf Christian Hoffmann von Hoffmannswaldau („Der große Pan ist todt“)[10]
- Andreas Gryphius’ Leichabdankung auf Ritter Georg von Schönborn (Brunnen-Diskurs)
- Leichenrede von Kardinal Domenico Passionei für Prinz Eugen von Savoyen
- Grabrede von Friedrich Daniel Ernst Schleiermacher auf seinen Sohn Nathanael[10]
- Abraham Lincolns Grabrede für Henry Clay[10]
- Wilhelm Emmanuel von Ketteler, Leichenrede, gesprochen am Grabe der am 18. September 1848 gewaltsam Ermordeten und der im Kampfe gegen die Aufständischen Gefallenen
- Ralph Waldo Emersons Grabrede für Henry David Thoreau[10]
- Friedrich Engels’ Grabrede für Karl Marx
- Ossie Davis’ Grabrede für Malcolm X[12]

## Sonstiges
Christa Wolf schrieb Totenreden für Maxie Wander, Franz Fühmann, Wolfgang Heise, Erich Fried, Irmtraud Morgner, Max Frisch und Lew Kopelew.
Ein Lied der Band Subway to Sally aus dem Album MCMXCV und dem LIVE-Album Schrei! heißt Grabrede.